# 4 Wheel Thunder
4 Wheel Thunder — відеогра жанру перегонів, розроблена Kalisto Entertainment і опублікована Midway Games. 
Хоч гра була в розробці протягом певного часу як окремий продукт, розробники врешті вирішили зробити ребрендинг гри в серію Thunder.

## Рецензії
| Агрегатор    | Оцінка |
| ------------ | ------ |
| GameRankings | 75.51% |

| Видання                   | Оцінка  |
| ------------------------- | ------- |
| AllGame                   | [ 2 ]   |
| Computer and Video Games  | 8/10    |
| Electronic Gaming Monthly | 6.67/10 |
| Eurogamer                 | 9/10    |
| GameFan                   | 78%     |
| GameSpot                  | 7.3/10  |
| GameSpy                   | 8/10    |
| IGN                       | 8.1/10  |

Гра була прийнята позитивно, середній рейтинг 75.51% на сайті GameRankings. 4 Wheel Thunder отримала високу оцінку за її реалістичну графіку і веселий ігровий процес, але критикувала за високий рівень складності.
Вплив Midway був зустрінутий з неоднозначною реакцією, з твердженнями, що гра страждає від "кризи ідентичності" через елементи серії Thunder, що реалізуються до кінця процесу розробки.